# Michael Thomas Turner
Michael Thomas Turner (Lewisham, 9 novembre 1983) è un ex calciatore inglese, di ruolo difensore.

## Carriera

### Club

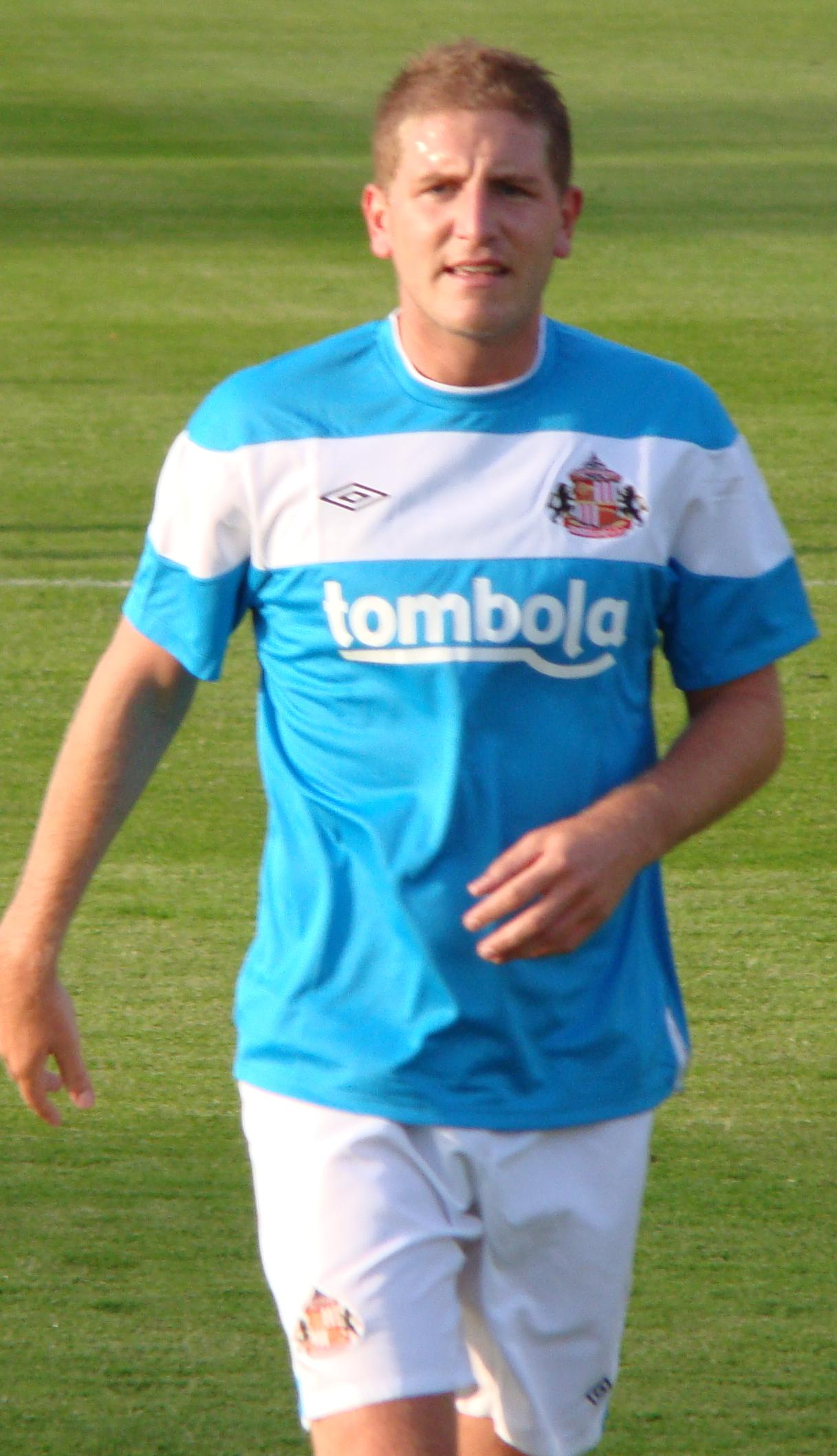
Michael Turner nel 2011

Cresciuto nel Charlton Athletic, per accordi con l'Internazionale, fu prestato per fargli acquisire esperienza con la squadra Under-19. Dopo aver firmato un contratto da professionista con il Charlton, andò in prestito al Leyton Orient nel marzo 2003 e fino alla fine della stagione. Nella stagione successiva diventò capitano della squadra riserve e fu scelto come "Charlton's Young Player of the Year 2003", quindi fu prestato al Brentford e successivamente acquistato nel novembre 2004, dove fu scelto dai suoi compagni come "Players' Player of the Year" nella stagione 2004-2005 e dai tifosi come "Supporters' Player of the Year" nel 2005-2006. A luglio fu ingaggiato dal Hull City, dove fu votato come "Hull City's Player Of The Season" nella stagione 2007-2008 che vide la promozione della squadra.
Nel settembre 2008 segnò il primo gol in Premier League nel pareggio casalingo per 2-2 contro l'Everton; in quella stagione giocò ogni minuto di ogni gara, unico a riuscirci insieme a Sylvain Distin. Alla fine della stagione fu scelto come "Official Supporters Club's player of the year" per la terza volta consecutiva, e "club's official player of the year" per la seconda volta consecutiva.
Il 31 agosto 2009 fu ceduto al Sunderland con un contratto di quattro anni. Debuttò con il Sunderland proprio contro la sua ex squadra, l'Hull City, segnando il primo gol contro il Wolverhampton Wanderers il 27 settembre 2009.

## Palmarès

### Individuale
- Calciatore dell'anno dell'Hull City: 2

2007-2008, 2008-2009